# Japan Darts Masters
De Japan Darts Masters was een onderdeel van het World Series of Darts-toernooi van de Professional Darts Corporation (PDC). In 2015 werd dit toernooi voor het enige keer gehouden. De editie werd gewonnen door de Engelsman Phil Taylor die Peter Wright uit Schotland versloeg in de finale. De editie van 2015 was tevens de enige editie van dit toernooi.

## Finale
| Jaar | Winnaar (gemiddelde in finale) | Legs  | Runner-up (gemiddelde in finale) | Locatie        |
| ---- | ------------------------------ | ----- | -------------------------------- | -------------- |
| 2015 | Phil Taylor (98,34)            | 8 – 7 | Peter Wright (94,09)             | Osanbashi Hall |